# Elecciones provinciales de La Rioja (Argentina) de 1949
Las elecciones generales de la provincia de La Rioja de 1949 se realizaron el domingo 10 de abril del mencionado año con el objetivo de normalizar las instituciones provinciales después de la intervención federal decretada por el gobierno de Juan Domingo Perón el 5 de febrero de 1948 contra el gobierno de José Francisco de la Vega. Fueron las undécimas elecciones provinciales riojanas desde la instauración del voto secreto, y las últimas en las que votaron solo los hombres. Se debía elegir al Gobernador y al Vicegobernador en fórmula única, así como los 18 escaños de la Legislatura Provincial.
Mientras que el principal partido de la oposición, la Unión Cívica Radical (UCR), y única expresión opositora en La Rioja, había boicoteado las elección a la Convención Constituyente en dicho distrito, provocando una fácil victoria del Partido Peronista (PP) gobernante, en esta ocasión sí presentó una fórmula para la gobernación, por lo que los comicios despertaron cierto interés. Sin embargo, el boicot había arruinado las posibilidades del radicalismo, y el peronismo obtuvo un arrollador triunfo con el 72,69% de los votos contra el 27,31% del radicalismo, quedándose además con la totalidad de los escaños legislativos. Enrique Zuleta, candidato a gobernador, fue juramentado el 4 de junio de 1949. El escrutinio fue extremadamente lento, y los resultados oficiales no se conocieron sino hasta más de un mes después de la elección.

## Resultados

### Gobernador y vicegobernador
|  | 72,69 % |

|  | 27,31 % |

|  | 97,53 % |

|  | 2,47 % |

|  | 100 % |

|  | 65,63 % |